# Abborrsjön, Jämtland
Abborrsjön är en sjö i Dorotea kommun och Strömsunds kommun i Jämtland och ingår i Ångermanälvens huvudavrinningsområde. Sjön har en area på 0,422 kvadratkilometer och ligger 447,1 meter över havet. Sjön avvattnas av vattendraget Lillån.

## Delavrinningsområde
Abborrsjön ingår i det delavrinningsområde (716818-147697) som SMHI kallar för Utloppet av Abborrsjön. Medelhöjden är 502 meter över havet och ytan är 2,18 kvadratkilometer. Räknas de 16 avrinningsområdena uppströms in blir den ackumulerade arean 76,25 kvadratkilometer. Lillån som avvattnar avrinningsområdet har biflödesordning 3, vilket innebär att vattnet flödar genom totalt 3 vattendrag innan det når havet efter 263 kilometer. Avrinningsområdet består mestadels av skog (80 procent). Avrinningsområdet har 0,43 kvadratkilometer vattenytor vilket ger det en sjöprocent på 19,5 procent.